# Das Glaszimmer
Das Glaszimmer ist ein Ende des Zweiten Weltkrieges spielendes Filmdrama von Christian Lerch, das im Oktober 2020 beim Cinekid Festival seine Premiere feierte und am 28. April 2022 in die deutschen Kinos kam.

## Handlung
Im Frühjahr 1945 müssen Anna und ihr 11-jähriger Sohn Felix kurz vor Ende des Zweiten Weltkriegs aus dem von Bomben zerstörten München aufs Land zum Anwesen einer verstorbenen Tante flüchten. Unter dem Dachboden ihres neuen Zuhauses entdeckt Felix ein mysteriöses „Glaszimmer“, in dem er spielen, so auf andere Gedanken kommen und dem tristen Alltag des Krieges entfliehen kann. Schnell findet er in Karri einen neuen Freund. Wie sein Vater, der Ortsgruppenleiter Feik, ist auch Karri ein überzeugter Nazi, der fest an den Endsieg glaubt. Anna tut sich schwer damit, die überzeugte Nationalsozialistin zu mimen, Felix jedoch gerät immer tiefer in den Sog der Nazi-Propaganda, und er ist stolz, dass sein Vater Bernd an der Front dient.
Gerade als Felix und seine Mutter sich in der neuen Gegend eingelebt haben, teilt ihnen Feik mit, dass der Vater und Ehemann gefallen sei. Doch eines Nachts klopft Bernd überraschend an ihr Fenster, der nicht gefallen, sondern von der Front geflohen ist. Felix ist hin- und hergerissen, ob er den grausigen Geschichten, die sein Vater vom Krieg erzählt, glauben oder ihn als Deserteur Karris Vater melden soll.

## Produktion

### Regie und Drehbuch
Regie führte Christian Lerch, der gemeinsam mit Josef Einwanger auch das Drehbuch schrieb, auf dessen Kindheitserinnerungen der Film beruht, die er 2021 unter dem Titel Das Glaszimmer und ein Brief an den Führer als Buch veröffentlichte. Dass es keine harmonische Zusammenarbeit werden würde, ahnte Lerch bereits beim ersten Treffen mit Einwanger. Der ehemalige Lehrer sei ihm gegenüber von Anfang an sehr skeptisch eingestellt gewesen und habe sich auch nach einer Privataufführung des fertigen Films in Wasserburg ablehnend geäußert. Im Oberbayerischen Volksblatt erklärte der 86-jährige Einwanger 2021: „Der Film ist die Zerstörung meiner Geschichte.“ Er empörte sich über vermeintliche historische Unstimmigkeiten, außerdem seien zentrale Szenen seines Buchs nicht verfilmt worden.

### Besetzung und Dreharbeiten

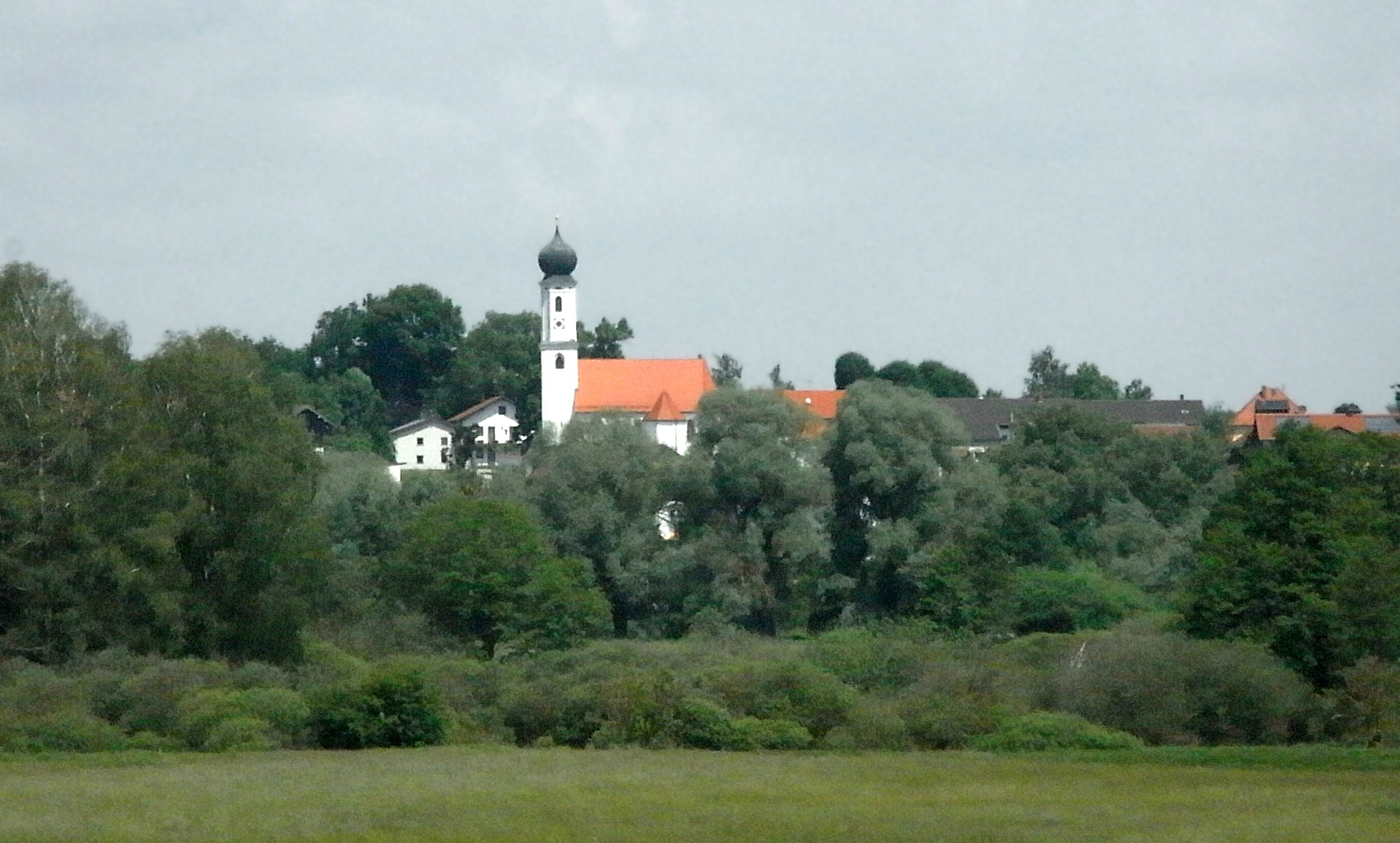
Ab Juni 2019 drehte man größtenteils im Schwindegger Ortsteil Walkersaich

Der Kinderdarsteller Xari Wimbauer übernahm die Hauptrolle und spielt Felix, Lisa Wagner seine Mutter Anna und Hans Löw seinen Vater Bernd. Luis Vorbach spielt Karri, Philipp Hochmair dessen Vater, den Ortsgruppenleiter Feik. Hannah Yoshimi Hagg spielt Martha. In weiteren Nebenrollen sind Barbara Romaner, Johann Schuler und David Benkovitch als Tofan zu sehen.
Die Dreharbeiten fanden ab 28. Mai 2019 im bayerischen Schwindegg im Landkreis Mühldorf, in Kirchdorf und in Haag statt. Ab dem 7. Juni 2019 erfolgten die Aufnahmen zum Großteil im Schwindegger Ortsteil Walkersaich, wo asphaltierte Fahrbahnen durch Schotter- und Kiesauflagen überdeckt wurden. Zudem nutzte man die Marketsmühle und Moosmühle in der Umgebung von Walkersaich als Drehorte.

### Veröffentlichung
Erste Vorstellungen erfolgten ab 12. Oktober 2020 beim Cinekid Festival Herfstvakantie. Im März 2021 wurde er beim Luxembourg City Film Festival gezeigt. Der Kinostart in Deutschland erfolgte am 28. April 2022. Ab Ende August 2022 wurde er beim Fünf Seen Filmfestival gezeigt. Am 25. November 2022 veröffentlichte Farbfilm Verleih Das Glaszimmer in Deutschland als DVD. Im Jahr 2023 wurde der Film zudem im Rahmen der SchulKinoWochen vorgestellt, so im März 2023 in Bayern.

## Rezeption

### Kritiken
Michael Meyns schreibt in seiner Funktion als Filmkorrespondent der Gilde deutscher Filmkunsttheater, wovon Christian Lerch erzähle, sei weniger eine Geschichte von Bedrohung und Zerstörung, als ein sensibler Blick auf einen Jungen, der dazugehören möchte, was in diesem Fall bedeute, sich mit dem Sohn eines eingefleischten Nazis anzufreunden, sich dessen Ideologie zu Eigen zu machen und die eigenen Werte zunehmend zu vergessen. So kindlich der gewählte Blick auch sein mag, erzähle Das Glaszimmer auf eindringliche Weise vom Leben im Krieg, vom Wunsch, dazuzugehören, von Mitläufertum und Opportunismus und damit Themen, mit denen man sich zu jeder Zeit auseinandersetzen sollte, so Meyns.
Von der Deutschen Film- und Medienbewertung wurde Das Glaszimmer mit dem Prädikat Wertvoll versehen. In der Begründung heißt es, es sei auch für ein junges Publikum nachzuvollziehen, wie Felix zum Mitläufer bei den Nazis im Dorf wird, weil er von den anderen Kindern anerkannt werden will. Im Ansatz sei diese Geschichte geschickt und immer mit einem Blick auf das Zielpublikum erzählt.

### Auszeichnungen
Biennale Bavaria International 2021
- Gewinner der Saphira in der Sektion „Kinder- und Jugendfilm“[15]

Preis der deutschen Filmkritik 2022
- Nominierung als Bester Kinderfilm[16]